# Чин-Иен
«Чин-Иен» (кит. трад. 鎮遠, упр. 镇远, пиньинь Zhènyuăn, палл. Чжэньюань; яп. 鎮遠, Chin’en, Тинъэн) — башенный броненосец Бэйянского флота ВМС империи Цин, а затем японского флота. Второй из серии броненосцев типа «Динъюань»

## Проектирование и постройка
Был построен на заводе «Вулкан» в Штеттине по заказу Китая.

## Служба в Китайском флоте
В 1886 г. участвовал в визите китайского флота во Владивосток.
Во время японо-китайской войны участвовал в сражении при Ялу. Вместе с китайским флотом ушёл в Вэйхайвэй, где после осады этого порта с моря и суши был захвачен японцами.

## Служба в Японском флоте
27 февраля 1895 г. трофейный броненосец был отбуксирован в занятый японцами Люйшунь (Порт-Артур) и поставлен на ремонт. 16 марта официально включен в состав Императорского флота Японии, став там первым полноценным броненосцем. Японцы оставили название корабля прежним в его иероглифическом написании (но произносили его на японский лад как «Чин-Иен»). В мае того же года отправлен в Японию. С прибытием новых броненосцев «Фудзи» и «Ясима» в 1898 г. «Чин-Иен» был переведен в разряд линейных кораблей 2-го класса. В 1900 году в составе международных сил принимал участие в подавлении боксёрского восстания в Китае, сопровождая транспорты с японскими войсками.
В 1901 г. прошел капитальный ремонт и некоторую модернизацию. Была несколько усилена вспомогательная артиллерия: два устаревших крупповских 6-дюймовых орудия заменили на четыре скорострельные 6-дюймовки фирмы Армстронг. Одно орудие по-прежнему находилось в малой носовой башне, задняя башня была снята, и кормовое орудие стояло теперь открыто за щитом, как и две 6-дюймовки, установленные побортно на мостике позади дымовых труб. Корабль также получил два 57-мм, восемь 47-мм и два 37-мм скорострельных орудия. Артиллерия главного калибра — четыре короткоствольных 12-дюймовых орудия фирмы Крупп со скорострельностью выстрел в 4 минуты и дальнобойностью в 44 кабельтова остались прежними, как и двигательная установка, обеспечивавшая скорость не более 10,5 узлов. 27 мая 1903 г. во время тренировочных стрельб главным калибром на «Чин-Иене» разорвало ствол одного из 12-дюймовых орудий, в результате чего пострадало 12 человек.

### Русско-японская война
Во время русско-японской войны 1904—1905 гг. «Чин-Иен» вместе с крейсерами типа «Мацусима» составлял 5-й боевой отряд Объединенного японского флота. В апреле-мае 1904 г. он участвовал в конвоировании судов с экспедиционными японскими войсками, обеспечении их высадки у Битзыво, в блокаде Порт-Артура. 10 (23) июня у Порт-Артура «Чин-Иен» вместе с «Мацусимой» прикрывал японские миноносцы от атак русского крейсера 2-ранга «Новик» и минных крейсеров «Гайдамак» и «Всадник». 5 (18) июля «Чин-Иен» и «Мацусима» обстреляли «Новик», «Гайдамак», «Всадник» и канонерку «Гиляк» у бухты Тахэ
10 августа (28 июля) 1904 г. во время морского сражения с порт-артурской эскадрой «Чин-Иен» шел к северу от неё на дистанции 80-85 кабельтовых, когда не мог вести огонь, но сам получил два попадания снарядами крупных калибров с русских кораблей. Осенью 1904 г. для подрыва «Чин-Иена», имевшего ночную базу в бухте Тонкау, из Порт-Артура дважды выходил минный катер с броненосца «Ретвизан», но смог торпедировать лишь патрульный миноносец.
В Цусимском сражении 14 (27 мая) 1905 г. во время боя главных сил «Чин-Иен» участвовал в обстреле 5-м отрядом русских транспортов и охранявших их крейсеров. Позднее 5-й отряд также обстрелял поврежденные русский броненосец «Князь Суворов» и плавмастерскую «Камчатка» . В июне 1905 г. «Чин- Иен» был включен в 7-й боевой отряд, в который также вошли трофеи Цусимы — устаревший русский броненосец «Ики» (бывший «Николай I»), броненосцы береговой обороны «Мисима» («Адмирал Сенявин») и «Окиносима» («Генерал-адмирал Апраксин»). В июле того же года 7-й отряд обеспечивал операцию по захвату японцами Сахалина.

### Завершение службы
12 декабря 1905 г. «Чин-Иен» был переквалифицирован в корабль береговой обороны 1-го класса. С мая 1908 г. переведен в разряд учебных судов. 1 апреля 1911 г. исключен из списков флота. Был переоборудован как судно-цель. Использовался для испытания орудий новых кораблей (в том числе броненосного крейсера «Курама»). 6 апреля 1912 г. продан на слом, в 1914 г разобран в Иокогаме.

## Командиры корабля
- капитан 1-го ранга Молвай Синъити (Arima, Shinichi) — с 5 июня 1895 года по 25 июля 1895 года[3].
- капитан 1-го ранга Джофно Синъити (Arima, Shinichi) — с 27 декабря 1895 года по 24 июля 1896 года[3].
- капитан 1-го ранга Мага Юдзю (Matsunaga, Yuju) — с 13 августа 1896 года по 27 декабря 1897 года[3].
- капитан 1-го ранга Сава Рёкан (Sawa, Ryokan) — с 27 декабря 1897 года по 13 июня 1898 года[3].
- капитан 1-го ранга Уэмура Нагатака (Uemura, Nagataka) — с 13 июня 1898 года по 23 марта 1899 года[3].
- капитан 1-го ранга Хасимото Масааки (Hashimoto, Masaaki) — с 23 марта 1899 года по 17 июня 1899 года[4].
- капитан 1-го ранга Хаясаки Гэнго (Hayasaki, Gengo) — с 17 июня 1899 года по 29 сентября 1899 года[5].
- капитан 1-го ранга Хаясаки Гэнго (Hayasaki, Gengo) — с 20 ноября 1899 года по 20 мая 1900 года[5].
- капитан 1-го ранга Накаяма Нагааки (Nakayama, Nagaaki) — с 29 сентября 1899 года по 20 ноября 1899 года[4].
- капитан 1-го ранга Кабураги Макото (Kaburagi, Makoto) — с 3 февраля 1903 года по 1 августа 1903 года[4].
- капитан 1-го ранга Имаи Канэмаса (Imai, Kanemasa) — с 1 августа 1903 года по 14 июня 1905 года[6].
- капитан 1-го ранга Мори Итибэй (Mori, Ichibei) — с 14 июня 1905 года по 12 декабря 1905 года[7].
- капитан 1-го ранга Нагаи Гункити (Nagai, Gunkichi) — с 12 декабря 1905 года по 22 ноября 1906 года[8].
- капитан 1-го ранга Исида Итиро (Ishida, Ichiro) — с 22 ноября 1906 года по 27 декабря 1907 года[8].
- капитан 1-го ранга Такаги Сукэкадзу (Takagi, Sukekazu) — с 7 апреля 1908 года по 28 августа 1908 года[9].
- капитан 1-го ранга Китано Кацуя (Kitano, Katsuya) — с 28 августа 1908 года по 4 марта 1909 года[10].